# Глазунов, Виктор Аркадьевич
Ви́ктор Арка́дьевич Глазуно́в (23 мая 1958, с. Петрово-Городище, Гаврилово-Посадский район, Ивановская область, РСФСР, СССР — 9 января 2025, Москва, Россия) — российский учёный, специалист в области машиностроения и робототехники, директор ИМАШ РАН (2015—2025), заслуженный деятель науки Российской Федерации (2022).

## Биография
Родился 23 мая 1958 года в селе Петрово-Городище Ивановской области.
В 1980 году окончил Ивановский энергетический институт имени В. И. Ленина, где в дальнейшем работал ассистентом на кафедре теоретической и прикладной механики, окончил аспирантуру. В 1986 году защитил кандидатскую диссертацию «Анализ геометрических свойств замкнутых и открытых кинематических цепей с применением теории винтов».
В 1988 году поступил в докторантуру ИМАШ и в 1992 году защитил докторскую диссертацию по разработке пространственных механизмов параллельной структуры («Синтез пространственных рычажных механизмов параллельной структуры и разработка методов их анализа»). В 1995 году присвоено учёное звание профессора по кафедре механики.
21 января 2000 года в Ивановском государственном университете защитил кандидатскую диссертацию по философии, тема: «Методологические проблемы развития технических наук: На материале теории механизмов и машин» (научный руководитель А. В. Резаев; официальные оппоненты Л. А. Никитич и В. И. Пернацкий), а 15 мая 2003 года — в Институте философии РАН защитил докторскую диссертацию по философии, тема: «Методологические проблемы теоретической робототехники» (научный консультант В. И. Аршинов; официальные оппоненты И. Ю. Алексеева, М. Д. Перминов и Б. И. Пружинин).
С 1992 до своей смерти в 2025 году работал в Институте машиноведения имени А. А. Благонравова РАН, пройдя путь от старшего научного сотрудника до заведующего лабораторией теории механизмов и структуры машин и директора института (с декабря 2015 года).
Заместитель председателя Российского национального комитета по теории машин и механизмов и Научного совета РАН по машиностроению.
Скончался 9 января 2025 года в возрасте 66 лет после тяжёлой продолжительной болезни. Похоронен в родственной могиле в деревне Поддубное в Костромской области.

## Научная деятельность
Сферой научных интересов: синтез и анализ, моделирование, численный эксперимент, оптимизация параметров пространственных многоконтурных систем со многими степенями свободы, в частности технологических, транспортных, измерительных, испытательных и других устройств параллельной структуры.
Под его руководством и при его непосредственном участии разработаны схемы механизмов для испытаний моделей аэрокосмических систем в аэродинамической трубе, для сверхточного манипулирования в вакууме, для измерительно-диагностических систем роботов, для испытательных стендов автомобилей, для пространственных вибровозбудителей, для лазерной обработки объектов, для робототехнических технологических установок, для моделирования фрагментов кристаллов, для роботизированных хирургических операций, для обучающих систем — тренажеров. Все разработки подтверждены патентами.
Автор около 320 научных работ, в том числе 7 монографий и 60 авторских свидетельств и патентов.
Его учениками защищено 13 кандидатских и 1 докторская диссертации.
Заместитель главного редактора журнала «Проблемы машиностроения и надежности машин», член редколлегии журналов «Известия ВУЗов. Машиностроение», «Машиностроение и инженерное образование», «Problems of Mechanics» и «Вопросы искусственного интеллекта».
Вёл преподавательскую деятельность: профессор МГТУ имени Н. Э. Баумана, ранее преподавал в Московском государственном университете дизайна и технологии, Московском государственном индустриальном университете. 4 раза работал во Франции в качестве приглашенного профессора в Национальном институте прикладных наук и в Институте коммуникаций и кибернетики.
Владел английским, немецким и французским языками.